# Escurès
Escurès es una comuna francesa de la región de Aquitania en el departamento de Pirineos Atlánticos. Se sitúa en la ribera del río Léez, afluente del Adur. Esta localidad comprende las pedanías de Castets, Labalette, Montestrucq
y Peyre.
El topónimo Escurès fue mencionado por primera vez en el siglo XII con el nombre de Mercatus Escuresii.

## Demografía
| 212 | 205 | 221 | 210 | 273 | 266 | 286 | 267 | 251 | 248 | 240 | 226 | 226 | 231 | 209 | 204 | 201 | 186 | 186 | 170 | 166 | 157 | 139 | 134 | 123 | 110 | 112 | 83 | 83 | 101 | 142 | 138 | 155 |
| Para los censos de 1962 a 1999 la población legal corresponde a la población sin duplicidades (Fuente: INSEE [Consultar]) |     |     |     |     |     |     |     |     |     |     |     |     |     |     |     |     |     |     |     |     |     |     |     |     |     |     |    |    |     |     |     |     |